# Fotografiant fades
Fotografiant fades (títol original en anglès: Photographing Fairies) és una pel·lícula de fantasia de Nick Willing estrenada l'any 1997. És l'adaptació de la novel·la de Steve Szilagyi Photographing Fairies. Ha estat doblada al català.

## Argument
Aquest film aborda el tema del folklore pagà, de la possessió, del paganisme, del animisme, dels al·lucinògens, de la parapsicologia i de les fades. S'inspira de l'afer de les fades de Cottingley.

## Repartiment
- Toby Stephens: Charles Castle, un fotògraf.
- Rachel Shelley: Anna-Marie Castle, la promesa de Charles
- Edward Hardwicke: Sir Arthur Conan Doyle, el famós autor de Sherlock Holmes.
- Ben Kingsley: Nicholas Templeton
- Frances Barber: Beatrice Templeton, la dona de Nicolas
- Miriam Grant: Ana Templeton, filla de Nicholas i Beatrice.
- Hannah Bould: Clara Templeton, filla de Nicholas i Beatrice.
- Emily Woof: Linda, cangur de la família Templeton.

## Rebuda
- Premis 1997: Festival de Sitges: Secció oficial llargmetratges a concurs
- Crítica
  - "Notable òpera primera (...) llàstima que l'excés de sensibleria en l'última part malmeti el que podia haver estat una pel·lícula de culte"[3]
  - "Abstracte relat resolt amb gust exquisit que es queda a un pas de captivar del tot"[4]